# Fernmeldekommando 600
Das Fernmeldekommando 600 war eines der Fernmeldekommandos des Territorialheeres im Heer der Bundeswehr. Der Sitz des Stabs war Kiel. Das Fernmeldekommando war dem Territorialkommando Schleswig-Holstein unterstellt.

## Aufträge
Das Fernmeldekommando bündelte auf Ebene des Territorialkommandos die Truppenteile der Fernmeldetruppe. Das Territorialkommando war dadurch ähnlich wie die Korps des Feldheeres mit ihren als Teil der Korpstruppen unterstellten Fernmeldern gegliedert. Das Territorialkommando war durch das Fernmeldekommando in der Lage mit eigenen Kräften die Fernmeldeverbindungen zu den eigenen Truppen, zu den im Bereich des Territorialkommandos operierenden deutschen und alliierten Truppenteilen des Feldheeres (insbesondere LANDJUT), (teils über die Verbindungskommandos der unterstellten Verteidigungsbezirks- und Verteidigungskreiskommandos) zu zivilen Stellen, im Rahmen der zivil-militärischen Zusammenarbeit zu Fernmeldediensten weiterer Organisationen, zu benachbarten Territorialkommandos und über das Fernmeldekommando 900 zum nationalen Führungsstab der Bundeswehr zu halten. Da der Befehlshaber im Territorialkommando Schleswig-Holstein gleichzeitig Deutscher Bevollmächtigter im Bereich der AFNORTH war, stellte das Fernmeldekommando 600 außerdem die Verbindung zu den Führungsstäben der Allied Forces Northern Europe sicher. Das unterstellte Fernmeldebataillon konnte dazu eine Fernmeldezentrale einrichten, betreiben und warten. Da das Territorialkommando gleichzeitig unmittelbar den Wehrbereich I führte, waren beim Fernmeldekommando 600 Truppenteile für den Betrieb des Fernmeldegrundnetzes der Bundeswehr ausgeplant, die bei den beiden anderen Territorialkommandos den Wehrbereichskommandos nachgeordnet waren. Die dem Fernmeldekommando 600 unterstellten Bereichsfernmeldeführer führten dazu die Grundnetzschalt- und Vermittlungsstellen der Bundeswehr. Hinzu kamen zahlreiche, engmaschig dislozierte Fernmeldedienstgruppen, die zahlreiche Standortfernmeldeanlagen oder feste Fernmeldezentralen der Bundeswehr betrieben. Dadurch entstand das engmaschige und redundant verzweigte Grundnetz der Bundeswehr, das sowohl Kabel- als auch Funkverbindungen (auch Richtfunk) nutzte und dabei auch durch Anlagen der Deutschen Bundespost ergänzt wurde. Für die mobil aufgestellten Fernmeldeeinheiten des Feldheeres dienten die Fernmeldeeinrichtungen des Territorialheeres als Übergangsstellen zum Grundnetz der Bundeswehr, um weitreichende Fernmeldeverbindungen zu ermöglichen.
Die Grundnetz- und Vermittlungsstellen sowie einige der anderen genannten Fernmeldeeinrichtungen waren in der Regel verbunkerte ortsfeste Anlagen. Neben den Soldaten des Territorialheeres dienten dort auch Soldaten der Luftwaffe und der Marine, sowie Zivilangestellte und Beamte der Bundespost. Wie die meisten Truppenteile des Territorialheeres wuchs das Fernmeldekommando erst im Verteidigungsfall zu seiner vollen Personalstärke auf.

## Gliederung
Um 1989 gliederte sich das Fernmeldekommando grob in:
- Stab / Stabskompanie Fernmeldekommando 600, Kiel
  -  Fernmeldebataillon 610 LANDJUT, Rendsburg (im Verteidigungsfall zu LANDJUT)
  -  Fernmeldebataillon 620, Flensburg
  -  Fernmeldeausbildungskompanie 601, Flensburg (im Frieden zu Fernmeldebataillon 620)
  -  Bereichsfernmeldeführer 117, Hamburg
  -  Bereichsfernmeldeführer 120, Kiel

## Geschichte

### Aufstellung
Das Fernmeldekommando 600 wurde spätestens zur Einnahme der Heeresstruktur IV in den 1980er Jahren aufgestellt.

### Auflösung
Nach Ende des Kalten Krieges wurde das Fernmeldekommando 600 um 1994 etwa zeitgleich mit der Außerdienststellung des Territorialkommandos Schleswig-Holstein außer Dienst gestellt.

## Verbandsabzeichen

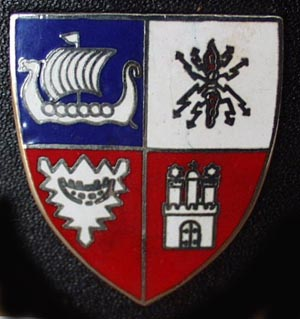
Internes Verbandsabzeichen des Stabes/Stabskompanie

Das Fernmeldekommando führte aufgrund seiner Ausplanung als Teil der direkt dem Territorialkommando unterstellten Truppen kein eigenes Verbandsabzeichen. Die Soldaten trugen daher das Verbandsabzeichen des übergeordneten Territorialkommandos.
Als „Abzeichen“ wurde daher unpräzise manchmal das interne Verbandsabzeichen des Stabes und der Stabskompanie „pars pro toto“ für das gesamte Fernmeldekommando genutzt. Als Hinweis auf den Stationierungsraum zeigte es das Nesselblatt mit Boot wie im Kieler Wappen sowie die Burg wie im Landeswappen Hamburgs. Das Wikingerschiff ist dem Wappen der AFNORTH bzw. dem internen Verbandsabzeichen des Territorialkommandos Schleswig-Holstein entnommen und symbolisiert die Zugehörigkeit zu diesem Großverband sowie die Zusammenarbeit mit den dänischen Streitkräften. Hinweis auf die Truppengattung sind die Blitze, die ähnlich im Barettabzeichen der Fernmeldetruppe enthalten sind. Sie bilden die Beine eines stilisierten Krustentieres ähnlich einem Hummer, der bei Helgoland vorkommt.